# ヤン・ゾマー
ヤン・ゾマー（Yann Sommer, 1988年12月17日 - ）は、スイス・モルジュ出身のサッカー選手。 セリエA・インテル・ミラノ所属。元スイス代表。ポジションはゴールキーパー。ヤン・ゾンマーとも表記される。

## クラブ経歴

### FCバーゼル
ヴォー州のモルジュに生まれ、地元アマチュアクラブのFCへルリベルクでサッカーを始めると、9歳の時にFCコンコルディア・バーゼルのユースチームに移った。2003年にFCバーゼルに加入し、2年後の2005年にバーゼルとプロ契約を結んだ。プロ契約を結ぶとすぐにU-21チームでレギュラーに定着し、同時にトップチームのフランコ・コスタンソ、ルイス・クレイトンに次ぐ第3GKになった。
2007年の夏、バーゼルと新たに4年契約を交わすと、その夏の移籍市場でリヒテンシュタインから越境参加しているFCファドゥーツへ、経験を積ませる目的でレンタルされた。その2007-08シーズン、ファドゥーツにて定位置を確保すると、当時チャレンジリーグ (スイス2部)に所属していたクラブを1部へ昇格させることに大きく貢献した。この活躍からレンタル終了後に2009年1月までとなる半年間のレンタル延長がなされた。2008年7月20日、FCルツェルンとの試合でスイス・スーパーリーグデビューを果たした。レンタル延長が終了した1月、バーゼルの正GKが負傷したことでバーゼルに復帰した。
復帰後の2009年2月7日、スタッド・ドゥ・ヴァンクドルフにて行われたBSCヤング・ボーイズとの試合でバーゼルにおけるリーグ戦デビューを果たしたが、この試合には2-3で敗戦した。この2008-09シーズンのバーゼルでは公式戦6試合に出場したのみで終わった。同年6月6日、グラスホッパーに1シーズンの契約でレンタル移籍をした。グラスホッパーではスタメンに抜擢され、シーズンを通してリーグ戦33試合に出場した。
2010年6月14日、バーゼルと契約をさらに5年間延長した。グラスホッパーでの活躍からレギュラー奪取を目標に迎えたシーズンだったが、コスタンソからポジションを奪えず、国内カップ戦要員になった。

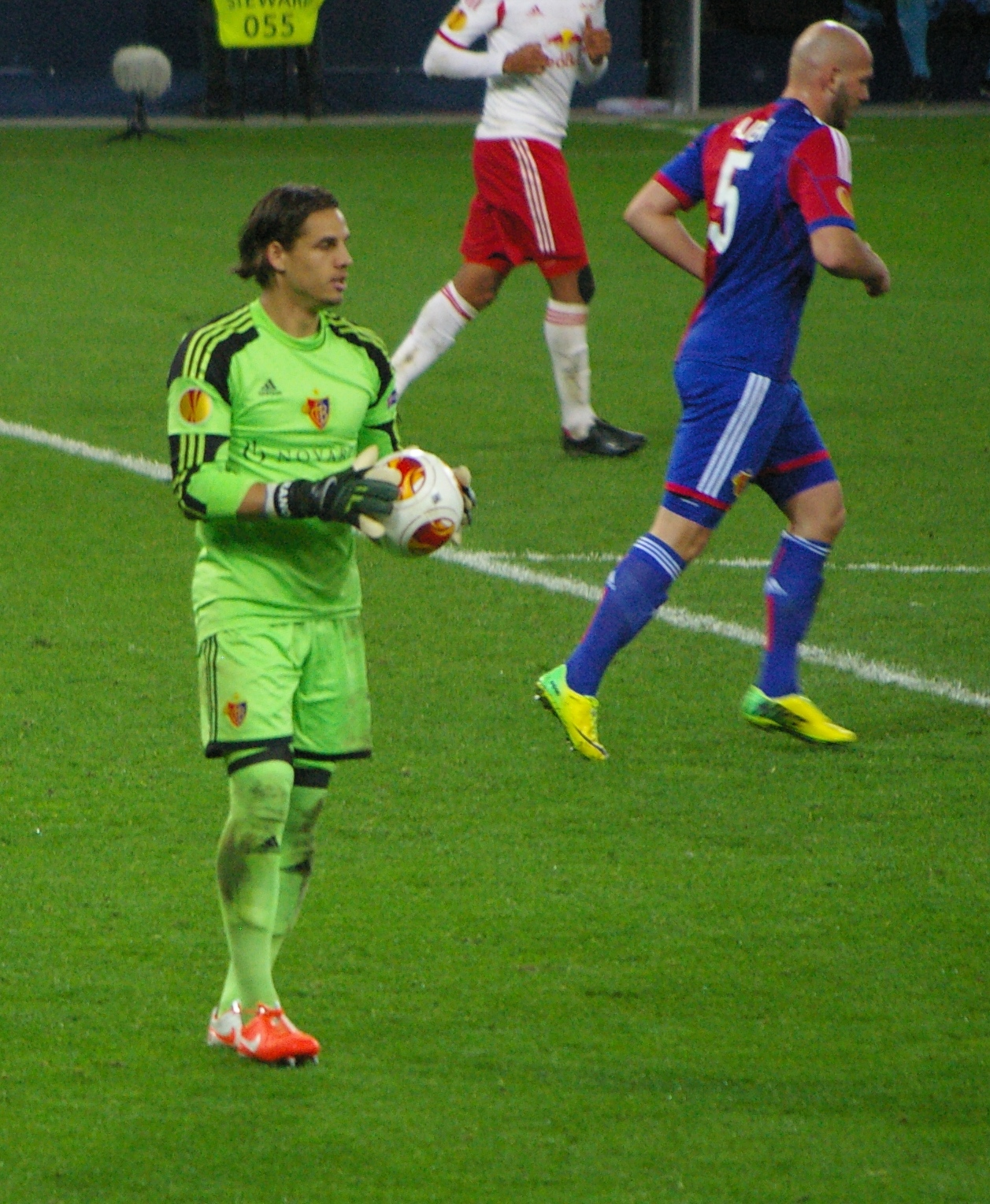
FCバーゼルでのゾマー (2014年3月)

2011年9月14日、ホームで2-1と勝利したFCオツェルル・ガラツィとの一戦でUEFAチャンピオンズリーグ初出場を飾った。この2011-12シーズンは、バーゼルのトップチームに加入して初めてレギュラーに定着したシーズンとなり、クラブも好成績を収めた結果、リーグとカップ双方を制覇するダブルを達成した。
翌2012-13シーズンもリーグ戦36試合に出場してリーグ優勝を経験。自身3度目のリーグタイトルとなった。スイスカップでも準優勝を果たした。また、このシーズンのバーゼルはUEFAヨーロッパリーグでも躍進を遂げ、ベスト4に進出したが、そのベスト4でチェルシーFCに2戦合計5-2と完敗し、大会を終えた。
2013-14シーズン、再び自身4連覇となるリーグ優勝を成し遂げた。チャンピオンズリーグではグループステージ3位になり、ヨーロッパリーグの決勝トーナメントに回ったが、ベスト8でスペインのバレンシアCFに敗れた。この2013-14シーズン、バーゼルは公式戦全68試合を戦ったが、このうち58試合でゾマーは出番を得ていた。

### ボルシアMG

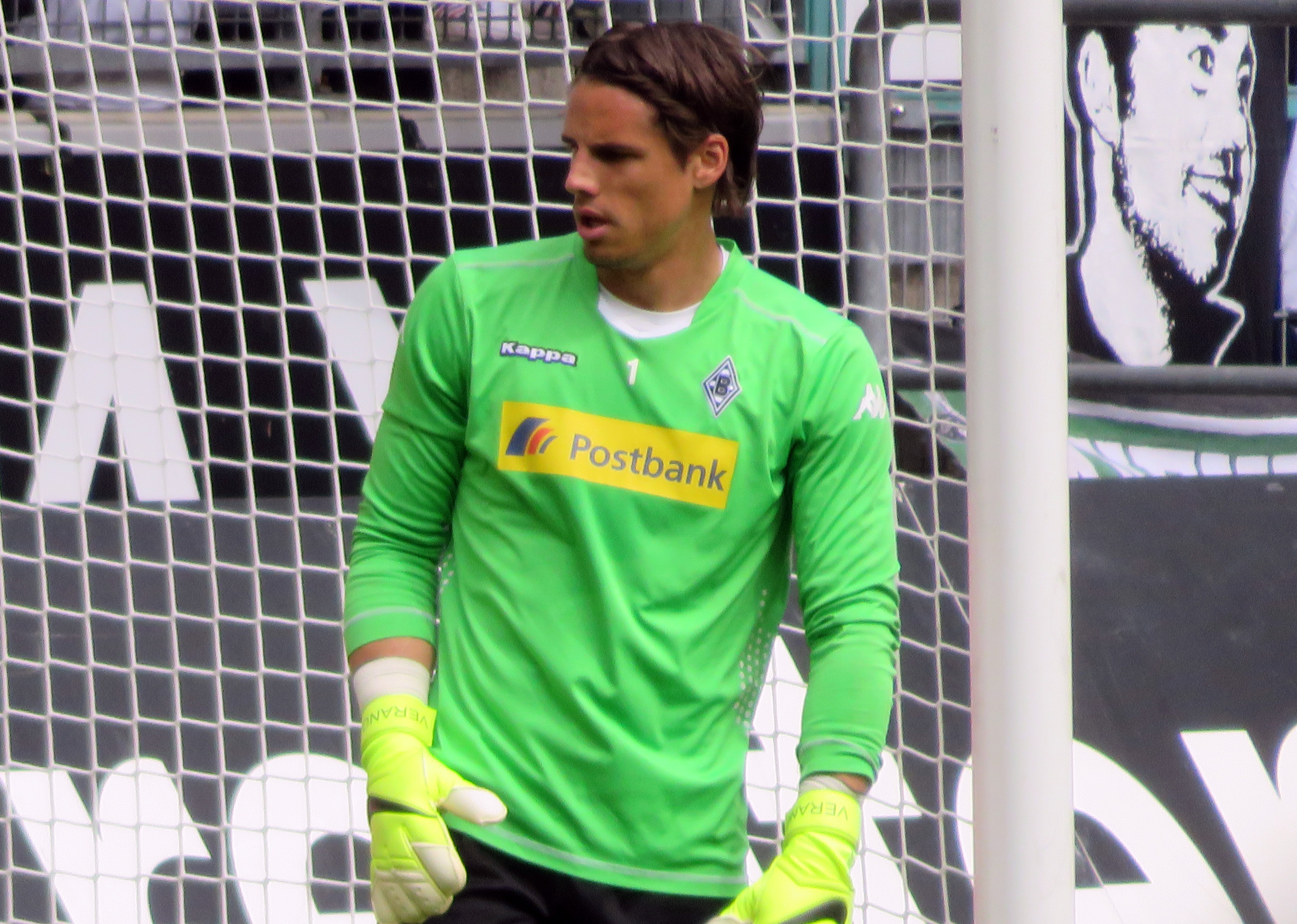
ボルシアMGでのゾマー (2015年)

2014年3月10日、ドイツ・ブンデスリーガのボルシア・メンヒェングラートバッハと5年契約を結び、7月1日からの加入が決まった。同シーズンにFCバルセロナへと移籍したマルク＝アンドレ・テア・シュテーゲンの代役と見られている。ゾマーにとってグラードバッハ初シーズンとなった2014-15シーズン、すぐにレギュラーに定着し、クラブの1978年以来となるリーグ戦3位フィニッシュに貢献した。また、ゾマーのスーパーセーブなどもあって、クラブ記録となるリーグ戦17試合無敗を達成した。
ゾマーのグラードバッハでのデビュー戦はDFBポカール3回戦FC08ホンブルク戦であり、3-1で勝利した。このシーズン、前述した活躍もあり、クラブの年間MVPに選出された。
2015-16シーズン、リーグ開幕戦となったボルシア・ドルトムント戦では0-4での大量失点に繋がる1失点目にミスを犯した。直後のチャンピオンズリーグセビージャFC戦でも0-3で完敗し、終始低パフォーマンスに徹したゾマーは批判の的となった。9月20日、ライバルである1.FCケルンに敗れた、リーグ5敗目を喫したことでリュシアン・ファーヴル監督が解任された。
ファーヴル解任以降は、ゾマー、クラブともに復調し、同シーズン終了後にはマンチェスター・シティFCから関心を持たれるほどの活躍を見せた。2019年11月30日、クラブでの活躍を買われ、契約を2023年まで延長した。2020－21シーズン、チャンピオンズリーグのグループステージにおいて多くに好プレーでチームのベスト16入りに貢献した。
2022-23シーズンの8月27日、FCバイエルン・ミュンヘンとのリーグ戦にて、リーグ史上最多となる一試合のセーブ数19を記録し、1-1での引き分けに貢献した。在籍中は外国人プレーヤーとしては最多となる335試合に出場した。

### バイエルン・ミュンヘン
2023年1月19日、負傷によりシーズン絶望となったマヌエル・ノイアーの代役を探すバイエルン・ミュンヘンへの移籍が決定。契約は2025年夏までの2年半。背番号は27番。加入後からシーズン終了までのリーグ戦19試合に出場し、チームのリーグ11連覇に貢献したが、ノイアーの復帰が近づいてることもあって夏に退団の可能性が報じられた。

### インテル・ミラノ
2023年8月7日、インテルナツィオナーレ・ミラノへ完全移籍することが発表された。契約期間は2026年夏までの3年間になる見込み。背番号は1番。加入1年目の2023-24シーズンはリーグ戦34試合を19失点で抑え、クリーンシート19回はそのシーズンのリーグトップであった。この活躍もありチームはセリエAとスーペルコッパ・イタリアーナで優勝を果たした。2024-25シーズン、UEFAチャンピオンズリーグ準決勝FCバルセロナとの第2戦では好セーブを連発し、チームの決勝進出に大きく寄与、UEFA選出のプレーヤー・オブ・ザ・マッチにも選出された。

## 代表経歴

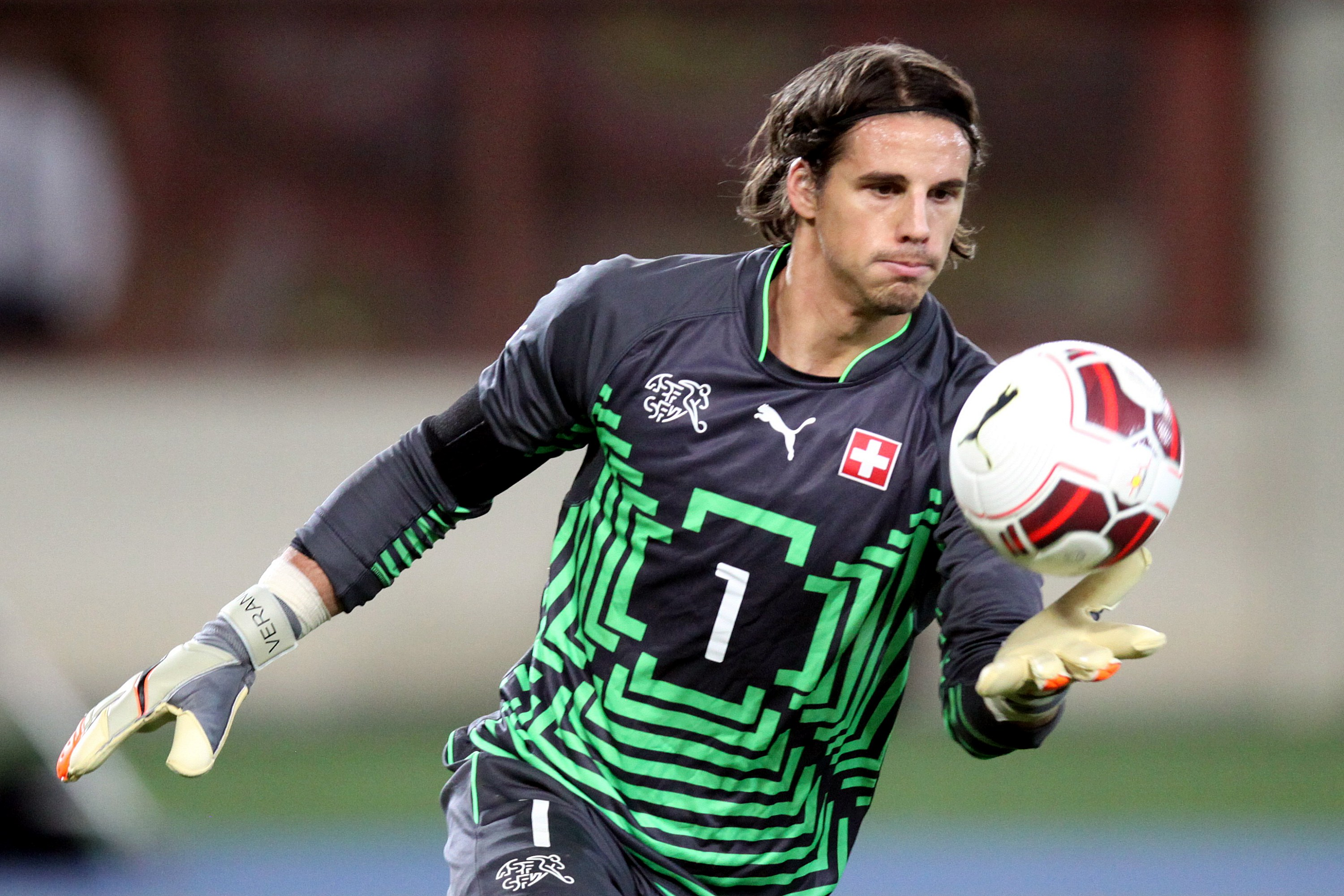
スイス代表でのゾマー (2015年)

スイス代表にはU-16世代から招集され続け、U-17やU-19、U-21世代に出場した。U-16代表のデビューは2003年8月26日のドイツ戦、U-19代表は同年11月20日のイングランド戦である。
2007年8月22日、U-21ベルギー代表との親善試合にて、後半からの途中出場でU-21スイス代表デビューを果たした。U-21スイス代表では、UEFA U-21欧州選手権2011にキャプテン、正守護神として参加した。U-21EUROでは、スイス代表は躍進。U-21スペイン代表との決勝に進出したが、0-2で敗れ、優勝はできなかった。この決勝戦がゾマーにとってのU-21スイス代表ラストマッチとなった。
2012年5月30日、親善試合として行われた1-0で勝利を挙げたルーマニアとの国際Aマッチで、スイスA代表デビューした。その後も定期的にA代表へ招集され続けると、2014年5月12日、2014 FIFAワールドカップに臨むスイス代表23人に選ばれたが、出場は無かった。
2016年には、同じくブンデスリーガにてプレーしていたロマン・ビュルキとマルヴィン・ヒッツとともにUEFA EURO 2016のスイス代表に選出された。この大会で、ゾマーはポジション争いを制して、4試合に出場した。ポーランドとの決勝トーナメント1回戦では、PK戦にまでもつれ込んだが、ゾマーは相手選手全員にPK成功を許し、ベスト16で大会を終えた。
2018年、2018 FIFAワールドカップのメンバーに選ばれ、正GKとして4試合に出場した。
2021年、ユーロ2020のグループリーグ第2戦トルコ戦では数度のファインセーブで、チームの危機を救い、大会初勝利に貢献、決勝トーナメント1回戦のフランス戦では数々の好セーブでチームを救うと、延長PK戦ではキリアン・エムバペのシュートをセーブ、チームを準々決勝へと導いた。準々決勝のスペイン戦でも好セーブを連発したが、チームは延長PKの末に敗れた。
自身3度目のワールドカップとなった2022 FIFAワールドカップでは、体調不良で欠場したグループリーグ最終節のセルビア代表を除く3試合に先発フル出場。カメルーン戦では好守で勝利に貢献するなど、決勝トーナメントに進出したが、決勝トーナメント1回戦でポルトガル代表に6失点を喫し、敗退した。
2024、UEFA EURO 2024のスイス代表に選ばれ、全5試合に出場した。
2024年8月19日、代表引退することを表明した。

## 個人成績

### クラブ
2022-23シーズン終了時点
| クラブ                 | シーズン     | リーグ           | リーグ | リーグ | カップ | カップ | 国際大会 | 国際大会 | その他 | その他 | 通算 | 通算 |
| クラブ                 | シーズン     | ディビジョン     | 出場   | 得点   | 出場   | 得点   | 出場     | 得点     | 出場   | 得点   | 出場 | 得点 |
| ---------------------- | ------------ | ---------------- | ------ | ------ | ------ | ------ | -------- | -------- | ------ | ------ | ---- | ---- |
| バーゼルU-21           | 2005-06      | スイス 1.リガ    | 12     | 0      | –      | –      | –        | –        | –      | –      | 12   | 0    |
| バーゼルU-21           | 2006-07      | スイス 1.リガ    | 24     | 0      | –      | –      | –        | –        | –      | –      | 24   | 0    |
| バーゼルU-21           | 2010-11      | スイス 1.リガ    | 6      | 0      | –      | –      | –        | –        | –      | –      | 6    | 0    |
| バーゼルU-21           | クラブ通算   | クラブ通算       | 42     | 0      | –      | –      | –        | –        | –      | –      | 42   | 0    |
| ファドゥーツ (loan)    | 2007-08      | チャレンジリーグ | 33     | 0      | 0      | 0      | 2        | 0        | –      | –      | 35   | 0    |
| ファドゥーツ (loan)    | 2008-09      | スーパーリーグ   | 17     | 0      | 0      | 0      | 2        | 0        | –      | –      | 19   | 0    |
| ファドゥーツ (loan)    | クラブ通算   | クラブ通算       | 50     | 0      | 0      | 0      | 4        | 0        | –      | –      | 54   | 0    |
| FCバーゼル             | 2008-09      | スーパーリーグ   | 6      | 0      | 1      | 0      | 0        | 0        | –      | –      | 7    | 0    |
| FCバーゼル             | 2010-11      | スーパーリーグ   | 5      | 0      | 4      | 0      | –        | –        | –      | –      | 9    | 0    |
| FCバーゼル             | 2011-12      | スーパーリーグ   | 31     | 0      | 4      | 0      | 8        | 0        | –      | –      | 43   | 0    |
| FCバーゼル             | 2012-13      | スーパーリーグ   | 36     | 0      | 3      | 0      | 19       | 0        | –      | –      | 58   | 0    |
| FCバーゼル             | 2013-14      | スーパーリーグ   | 35     | 0      | 2      | 0      | 16       | 0        | –      | –      | 53   | 0    |
| FCバーゼル             | クラブ通算   | クラブ通算       | 113    | 0      | 14     | 0      | 43       | 0        | –      | –      | 170  | 0    |
| グラスホッパー (loan)  | 2009-10      | スーパーリーグ   | 33     | 0      | 0      | 0      | –        | –        | –      | –      | 33   | 0    |
| ボルシアMG             | 2014-15      | ブンデスリーガ   | 34     | 0      | 4      | 0      | 10       | 0        | –      | –      | 48   | 0    |
| ボルシアMG             | 2015-16      | ブンデスリーガ   | 32     | 0      | 3      | 0      | 6        | 0        | –      | –      | 41   | 0    |
| ボルシアMG             | 2016-17      | ブンデスリーガ   | 34     | 0      | 4      | 0      | 12       | 0        | –      | –      | 50   | 0    |
| ボルシアMG             | 2017-18      | ブンデスリーガ   | 30     | 0      | 3      | 0      | –        | –        | –      | –      | 33   | 0    |
| ボルシアMG             | 2018-19      | ブンデスリーガ   | 34     | 0      | 1      | 0      | –        | –        | –      | –      | 35   | 0    |
| ボルシアMG             | 2019-20      | ブンデスリーガ   | 34     | 0      | 2      | 0      | 6        | 0        | –      | –      | 42   | 0    |
| ボルシアMG             | 2020-21      | ブンデスリーガ   | 31     | 0      | 0      | 0      | 8        | 0        | –      | –      | 39   | 0    |
| ボルシアMG             | 2021-22      | ブンデスリーガ   | 33     | 0      | 3      | 0      | -        | -        | -      | -      | 36   | 0    |
| ボルシアMG             | 2022-23      | ブンデスリーガ   | 10     | 0      | 1      | 0      | -        | -        | -      | -      | 11   | 0    |
| ボルシアMG             | クラブ通算   | クラブ通算       | 272    | 0      | 21     | 0      | 42       | 0        | -      | -      | 335  | 0    |
| バイエルン・ミュンヘン | 2022-23      | ブンデスリーガ   | 19     | 0      | 2      | 0      | 4        | 0        | -      | -      | 25   | 0    |
| キャリア通算           | キャリア通算 | キャリア通算     | 529    | 0      | 37     | 0      | 102      | 0        | 0      | 0      | 659  | 0    |

## 代表歴

### 出場大会
- U-17スイス代表

2005年 - UEFA U-17欧州選手権2005 (グループリーグ敗退)
- U-21スイス代表

2011年 - UEFA U-21欧州選手権2011 (準優勝)
- スイス代表

2014年 - 2014 FIFAワールドカップ (ベスト16)
2016年 - UEFA EURO 2016 (ベスト16)
2018年 - 2018 FIFAワールドカップ (ベスト16)
2021年 - UEFA EURO 2020 (ベスト8)
2022年 - 2022 FIFAワールドカップ (ベスト16)
2024年 - UEFA EURO 2024（ベスト8）

### 試合数
- 国際Aマッチ 87試合 0得点（2012年-）[43]

| スイス代表 | 国際Aマッチ | 国際Aマッチ |
| 年         | 出場        | 得点        |
| ---------- | ----------- | ----------- |
| 2012       | 2           | 0           |
| 2013       | 3           | 0           |
| 2014       | 5           | 0           |
| 2015       | 5           | 0           |
| 2016       | 10          | 0           |
| 2017       | 8           | 0           |
| 2018       | 10          | 0           |
| 2019       | 10          | 0           |
| 2020       | 5           | 0           |
| 2021       | 14          | 0           |
| 2022       | 8           | 0           |
| 2023       | 7           | 0           |
| 2024       |             |             |
| 通算       | 87          | 0           |

## タイトル

### クラブ
FCファドゥーツ
- チャレンジリーグ：2007-08
- リヒテンシュタイン・カップ：2007-08

FCバーゼル
- スーパーリーグ：4回 (2010-11, 2011-12, 2012-13, 2013-14)
- スイス・カップ：2011-12

バイエルン・ミュンヘン
- ブンデスリーガ：2022-23

インテル・ミラノ
- セリエA：2023-24
- スーペルコッパ・イタリアーナ：2023-24

### 個人
- スイス年間最優秀サッカー選手賞 : 3回 (2016, 2018, 2021)
- UEFA U-21欧州選手権大会ベストイレブン : 2011
- ブンデスリーガベストイレブン : 2019-20